# Hafen von Hammerfest
Der Hafen von Hammerfest ist einer der nördlichsten Seehäfen Europas und ganzjährig eisfrei. Er liegt im Norden Norwegens am Europäischen Nordmeer sowie in der gleichnamigen Stadt und Kommune Hammerfest.

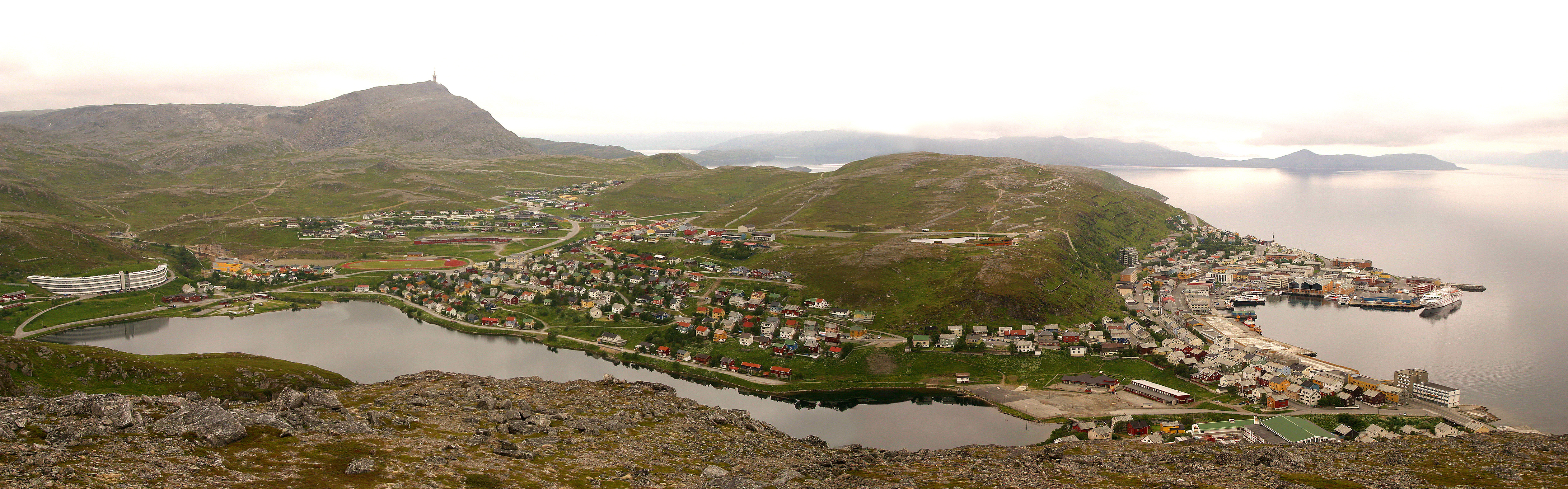
Gesamtpanorama von Hammerfest

Er ist der wichtigste Hafen im Westen der Finnmark und wurde 1996 von der EU anerkannt. Inzwischen gibt es eine Veterinärmedizinische Hafenkontrollbehörde. Ein Großteil des Umschlages wird heute durch die lokale Fischereiindustrie bestritten. Zudem legen Schiffe der Hurtigruten in Hammerfest an. Die lokale Fähr- und Busgesellschaft FFR bedient mit ihren Katamaran-Schnellbooten die Siedlungen auf den umliegenden Inseln.
Zur sicheren Navigation in den Hafen stehen die drei Schlepper Boris, Barents und Banak der Buksér og Berging AS in Hammerfest zur Verfügung.